# 冠動脈疾患集中治療室
冠動脈疾患集中治療室（かんどうみゃくしっかんしゅうちゅうちりょうしつ、Coronary Care Unit, CCU）
とは、下記の施設基準を満たし、重症の循環器系疾患を対象とした集中治療室のことである。
1. 医師が常時、当該集中治療室内に勤務している。ただし集中治療専門医、または循環器専門医など循環器救急に対応可能な医師を1人以上含み、かつ当該病院において心臓外科医および麻酔科医が勤務していることが望ましい。
2. 当該集中治療室の広さは1床当たり20平方メートル以上である。ただし特定機能病院の当該集中治療室にあっては、1床当たり25平方メートル以上である。
3. 当該管理を行うために必要な次に掲げる装置および器具を治療室内に常時備えている。
  1. 救急蘇生装置（気管内挿管セット、人工呼吸装置等）
  2. 除細動器
  3. ペースメーカー
  4. 心電計
  5. ポータブルエックス線撮影装置
  6. 呼吸循環監視装置
4. 新看護または基準看護を行っていて、かつ自家発電装置を有している病院であり、かつ当該病院において電解質定量検査、血液ガス分析を含む必要な検査が常時実施できる。
5. 当該治療室勤務の医師および看護師は治療室以外での当直勤務を併せて行わないものとする。

日本におけるCCUは Cardiac Care Unit として位置付けられ、心不全、不整脈、心筋炎、急性大動脈解離、急性肺血栓塞栓症なども対象疾患となっている。したがって、冠動脈疾患を中心とした重症の循環器内科疾患患者を収容する集中治療室である。